# MTV Gringa
MTV Gringa foi uma faixa da programação da MTV Brasil responsável por exibir programas produzidos pelas MTVs norte-americana e europeia, a faixa foi extintas em 5 de outubro de 2009, devido ao posicionamento da MTV Brasil de diminuir a exibição de atrações das MTVs estrangeiras a partir de 2010.

## Programas

### Em exibição
- Blue Mountain State
- Grávida aos 16
- My Life as Liz
- Peak Season
- The Andy Milonakis Show
- True Life
- Skins
- Cribs
- Hard Times

### Extintos/Em hiato
- 50 Cent: The Money and the Power
- A Double Shot at Love
- A Shot at Love
- Celebrity Deathmatch
- Disaster Date
- Teen Cribs
- Dismissed
- Exiled
- Fur TV
- Happy Tree Friends
- Human Giant
- I Want a Famous Face
- Jersey Shore
- Living on the Edge
- Made
- Man and Wife
- MTV Cribs
- My Own
- My Super Sweet 16
- Paris Hilton's My New BFF
- Pimp My Ride
- Pimp My Ride UK
- Pranked
- Punk'd
- Room Raiders
- Teen Cribs
- Teen Mom
- Making the Video
- The Osbournes
- Celebrity Deathmatch
- Jackass
- Frist of Zen
- VBS Show
- That's Amore
- Trick It Out
- Viva la Bam
- Wanna Come Inside
- Wild Boyz
- Beavis e Butt-head
- Afro Samurai
- Groove Is in the Heart